# 화원중학교 (대구)
화원중학교(花園中學校)는 대한민국 대구광역시 달성군 화원읍 본리리에 있는 공립 중학교이다.

## 학교 연혁
- 1999년 11월 5일 : 제106회 대구광역시교육위원회 제9차 본회의에서 학교설립 의결
- 2000년 3월 1일 : 초대 배중웅 교장 취임
- 2000년 3월 3일 : 제1회 입학식(8학급 신입생 272명)
- 2003년 2월 12일 : 제1회 졸업식(졸업생 312명)
- 2024년 2월 7일 : 제22회 졸업식(98명, 누계 5,015명)
- 2025년 3월 4일 : 제26회 입학식(4학급 106명)
- 2025년 3월 1일 : 제13대 노홍인 교장 취임

## 참고 자료
- 화원중학교 - 한국교육학술정보원 학교알리미